# Размер элементарной частицы
Размер элементарной частицы — характеристика частицы, отражающая распределение по пространству её электрического заряда. Обычно говорят о среднеквадратическом радиусе распределения электрического заряда, который также характеризует и распределение массы:
{\displaystyle {\sqrt {\left\langle \mathbf {r} ^{2}\right\rangle }}={\sqrt {\int \limits _{V}\rho _{e}(\mathbf {r} )\,{\mathbf {r} ^{2}}\,{\operatorname {d} }V}}},
где
- {\displaystyle \mathbf {r} } — радиус-вектор,
- {\displaystyle {\sqrt {\left\langle \mathbf {r} ^{2}\right\rangle }}} — среднеквадратический радиус распределения электрического заряда,
- {\displaystyle \rho _{e}(\mathbf {r} )} — нормированная плотность заряда (как функция радиус-вектора):

Условие нормирования: {\displaystyle \int \limits _{V}\rho _{e}(\mathbf {r} )\,{\operatorname {d} }V=1}
- {\displaystyle {\operatorname {d} }V} — элемент объёма.

## Положения Стандартной модели

Стандартная модель элементарных частиц

В рамках Стандартной модели элементарные частицы делятся на два качественно разных вида: переносчики взаимодействия, которыми являются калибровочные бозоны (фотон, W- и Z-бозоны и 8 глюонов), и частицы вещества, представленные двумя группами: кварки и лептоны. Кварки, в отличие от лептонов, не были обнаружены в свободном состоянии (это объясняется теорией конфайнмента в рамках квантовой хромодинамики). Поэтому калибровочные бозоны, кварки и лептоны являются точечными (бесструктурными) вплоть до масштабов порядка 10−18 м. В процессе адронизации из кварков (а также антикварков) и глюонов формируются адроны. Этот класс составных частиц делится на две группы: барионы (состоят из 3 кварков) и мезоны (состоят из кварка и антикварка). Наиболее легкими и стабильными из барионов являются нуклоны, составляющие ядро атома, и представленные протоном и нейтроном. К мезонам относятся пионы (π-мезоны), каоны (K-мезоны) и многие другие. Ввиду большого разнообразия элементарных частиц, их размеры сильно отличаются.
Для калибровочных бозонов, кварков и лептонов в пределах точности выполненных измерений окончательно размеры не были обнаружены. Это означает, что их размеры меньше 10−18 м (пояснение см. выше). Если в дальнейших экспериментах окончательные размеры этих частиц не будут обнаружены, то это может свидетельствовать о том, что размеры калибровочных бозонов, кварков и лептонов близки к фундаментальной длине (которая весьма вероятно может оказаться планковской длиной, равной 1,6⋅10−35 м).
В отличие от бесструктурных частиц, размеры адронов вполне обнаружимы. Их характерный среднеквадратический радиус определяется радиусом конфайнмента (или удержания кварков) и по порядку величины равен 10−15 м (1 фм). При этом он варьирует от адрона к адрону.

## Связь среднеквадратического радиуса с формфактором частиц
Среднеквадратический радиус распределения заряда связан с формфактором частиц (Фурье-образом их плотности заряда) следующей формулой:
{\displaystyle F(q^{2})=\int \limits _{V}\rho _{e}\,e^{iq\mathbf {r} }\,{\operatorname {d} }V},
где {\displaystyle i} — мнимая единица.
При малых {\displaystyle q^{2}} справедливо следующее разложение:
{\displaystyle F\left(q^{2}\right)=1-{\frac {1}{6}}\left\langle \mathbf {r} ^{2}\right\rangle q^{2}+\ldots }

## Размеры протона,π±иК±-мезонов
На сегодняшний день наиболее надёжно измерены среднеквадратические радиусы распределения электрического заряда протона, заряженных π- и К-мезонов.
Измерение формфакторов протона в экспериментах по рассеянию на нём электронов и формфакторов π- и К-мезонов в экспериментах по рассеянию их на электронах вещества позволило определить соответствующие среднеквадратические радиусы:
- для протона:

{\displaystyle {\sqrt {\left\langle \mathbf {r} _{p}^{2}\right\rangle }}} = (0,8751 ± 0,0061)·10−15 м,
- для π±-мезонов:

{\displaystyle {\sqrt {\left\langle \mathbf {r} _{\pi ^{\pm }}^{2}\right\rangle }}} = (0,663 ± 0,023)·10−15 м ,
- для K±-мезонов:

{\displaystyle {\sqrt {\left\langle \mathbf {r} _{K^{\pm }}^{2}\right\rangle }}} = (0,53 ± 0,05)·10−15 м .
Погрешности отражают уровень точности выполненных экспериментов.